# Abaeté (pleme iz Minas Geraisa)
Abaetés, pleme američkih Indijanaca (možda tupijsko), nekada nastanjeno u središnjem dijelu brazilske države Minas Gerais, uz istoimenu rijeku pritoku Săo Francisca. Decimirani su od strane garimpeirosa (tragačima dijamanata) do kraja XVIII stoljeća, tako da je danas o njima malo toga poznato. O značenju imena postoji više tumaćenja, a prema de Oliveiri njegovo tupijsko značenje je mnogo ljudi (‘muita gente’) ili veliko pleme (‘tribo numerosa’)
Rijeka i gradić koji danas živi od mliječne industrije nose njihovo ime. 

## Vanjske poveznice
- Abaeté: Minas Gerais - MG  Arhivirana inačica izvorne stranice od 9. srpnja 2007. (Wayback Machine)
- Histórico: Abaeté